# Volcán Siete Orejas
El Volcán Siete Orejas es un estratovolcán ubicado en la Sierra Madre de Guatemala. El volcán tiene siete picos en torno a un gran cráter cuya vertiente sur parece haber colapsado. Los picos más altos se encuentran en el lado noroeste y tienen una elevación de 3.370 m s. n. m. y 3157 m s. n. m.

Vista 3D animada de los volcanes Siete Orejas y Santa María (cliquear para ver animación).

El volcán Siete Orejas es parte del Arco Volcánico Centroamericano, una cadena de volcanes que se extiende a lo largo del litoral occidental de América Central, y que se formó por la subducción de la Placa de Cocos debajo de la placa del Caribe.